# Escut de Vila-sana
L'escut oficial de Vila-sana té el següent blasonament:
Escut caironat: de sinople, una espasa flamejada d'argent guarnida d'or acompanyada al cap d'una balança de braços iguals d'or amb els balançons penjant a banda i banda de l'espasa; el peu d'or, 3 faixes viperades de sable. Per timbre una corona mural de poble.

## Història
Va ser aprovat el 14 de gener del 1985.
Les balances i l'espasa flamejada són els atributs de sant Miquel, patró del poble. Vila-sana, anomenada anteriorment Utxafava, va pertànyer fins al 1935 a Castellnou de Seana, que pertanyia a la baronia de Bellpuig, els senyors de la qual eren els Anglesola. Les armes d'aquesta família, viperat d'or i de sable, són representades al peu de l'escut.